# Прусенко Євген Дмитрович
Прусенко Євген Дмитрович (3 листопада 1956, Горлівка) — український державний діяч і науковець. Кандидат технічних наук (1985), професор (2003). Заслужений будівельник України (2011). Екс-Голова Державного агентства автомобільних доріг України. 

## Біографічні відомості
Народився 1956 року в місті Горлівка Донецької області.
Вищу освіту здобув в Горлівській філії Донецького політехнічного інституту, спеціальність «Автомобільні дороги» (1973—1978).
З 1978 року — майстер дорожньої дільниці БУ «Запоріжжяспецбуд»; в період 1978—1980 — служба в армії; 1980—1982 — асистент кафедри будівництва та експлуатації доріг Горлівської філії Донецького політехнічного інституту.
В період 1982—1985 років навчався в аспірантурі Харківського автомобільно-дорожнього інституту; в 1985—1987 роки — молодший науковий співробітник, старший науковий співробітник ХАДІ; 1987—1992 — завідувач галузевої науково-дослідної лабораторії при ХАДІ; 1992—1997 — доцент кафедри будівництва та експлуатації автомобільних доріг ХАДІ (з 1993 року — ХНАДУ); 1997—2001 — завідувач кафедри будівництва та експлуатації автодоріг ХНАДУ.
Євген Прусенко є автором (і співавтором) більше 170 наукових публікацій, 18 авторських свідоцтв на винаходи і патентів.
У 2001-2005 роках - начальник Управління науково-технічної політики Державної служби автомобільних доріг України. 
Від 2005 по 2006 рік — директор Департаменту технічного розвитку дорожнього сектора корпорації «Золоті ворота».
У 2006—2008 — заступник Голови Державної служби автомобільних доріг України.
2008—2010 — директор ТОВ «Дорожній науково-технічний центр».
2010-2012  - заступник Голови Державної служби автомобільних доріг України.
2012-2013 - радник Голови Державного агентства автомобільних доріг України.
23 квітня 2013 року призначений Головою Державного агентства автомобільних доріг України.

## Нагороди, звання
- Медаль «За працю і звитягу» (2004).
- Заслужений будівельник України (2011).